# Bill Nighy
William Francis „Bill“ Nighy (* 12. prosince 1949 Caterham, Surrey, Spojené království) je anglický herec. Začal pracovat v divadle a v televizi, předtím než obdržel svoji první filmovou roli v roce 1981, a je znám rolemi ve filmech Láska nebeská, Soumrak mrtvých, Underworld, Jednotka příliš rychlého nasazení, Dohola? a Piráti z Karibiku: Truhla mrtvého muže.
Ve filmu Láska nebeská nazpíval coververzi písně Love Is All Around pod názvem Christmas Is All Around, která jej proslavila po celém světě.
V roce 2019 zahrál roli Howarda Clifforda ve filmu Pokémon: Detective Pikachu.
V roce 2011 přezpíval píseň Make someone happy do rodinného animovaného filmu Arthur Christmas, česky Velká Vánoční jízda.
Od narození trpí Dupuytrenovou kontrakturou.[zdroj?]
V březnu 2013 byl v listu The Guardian uveden jako jeden z padesáti nejlépe oblečených mužů nad padesát let a v americkém měsíčníku Gentlemen's Quarterly v roce 2015 jedním z padesáti nejlépe oblečených Britů.
Jeho láskou je fotbal. Je příznivcem fotbalových klubů Crystal Palace FC a Liverpool FC.
V roce 2006 měl debut na Broadwayi. V divadle Music Box Theatre ve hře The Vertical Hour si v režii Sama Mendese zahrál s oscarovou Julianne Mooreovou.
Příjmení Nighy je ve Velké Británii od roku 1891, kdy nejvyšší populace Nighyových žila právě v Surrey. Historicky se příjmení vyvinula jako způsob, jak rozdělit lidi do skupin podle zaměstnání, místa původu i fyzických vlastností. Podobné příjmení je Knight, Light, Hight.

## Filmografie
- Agony (1981)
- Eye of the Needle (1981)
- Curse of the Pink Panther (1983)
- The Little Drummer Girl (1984)
- Hitler's SS: Portrait in Evil (1985)
- Thirteen at Dinner (1985)
- The Last Place on Earth (1985) (TV)
- The Phantom of the Opera: The Motion Picture (1989)
- Being Human (1993)
- The Maitlands (1993) (TV)
- FairyTale: A True Story (1997)
- Still Crazy (1998)
- Kiss Me Kate (1998) (TV)
- Velký blázinec v malém hotelu (1999)
- Dohola? (2001)
- Lucky Break (2001)
- Auf Wiedersehen, Pet (2002)
- The Inspector Lynley Mysteries: Well Schooled in Murder (2002) (TV)
- The Lost Prince (2003) (TV)
- State of Play (2003) (TV)
- Ready When You Are, Mr McGill (2003)
- Láska nebeská(2003)
- I Capture the Castle (2003)
- Underworld (2003)
- Soumrak mrtvých (2004)
- He Knew He Was Right (2004) (TV)
- Nezničitelná láska (2004)
- The Girl in the Café (2005) (TV)
- The Magic Roundabout (2005) (hlas)
- Stopařův průvodce po Galaxii (2005)
- The Constant Gardener (2005)
- Underworld: Evolution (2006)
- Piráti z Karibiku: Truhla mrtvého muže (2006)
- Spláchnutej (2006) (hlas)
- Zápisky o Skandálu (2006)
- Stormbreaker (2006)
- Jednotka příliš rychlého nasazení (2007)
- Piráti z Karibiku: Na konci světa (2007)
- Valkýra (2008)
- Underworld: Vzpoura Lycanů (2009)
- Piráti na vlnách (2009)
- 1939 (2009)
- G-FORCE (2009)
- Astro Boy (2009) (hlas)
- Wild Target (2009)
- Harry Potter a Relikvie smrti – část 1 (2010)
- Letopisy Narnie: Plavba Jitřního poutníka (2010)
- Rango (2011)
- Hněv Titánů (2012)
- Total Recall (2012)
- Lásky čas (2013)
- Jack a obři (2013)
- Dad's army (2016)
- Pokémon: Detektiv Pikachu (2019)
- StarDog and TurboCat (2019)
- Emma (2020)